# Plymouth (Califórnia)
Plymouth é uma cidade localizada no estado americano da Califórnia, no condado de Amador. Foi incorporada em 8 de fevereiro de 1917.

## Geografia
De acordo com o United States Census Bureau, a cidade tem uma área de 2,4 km², onde todos os 2,4 km² estão cobertos por terra.

## Demografia
Segundo o censo nacional de 2010, a sua população é de 1 005 habitantes e sua densidade populacional é de 417,24 hab/km². Possui 493 residências, que resulta em uma densidade de 204,68 residências/km².